# Astro Designs

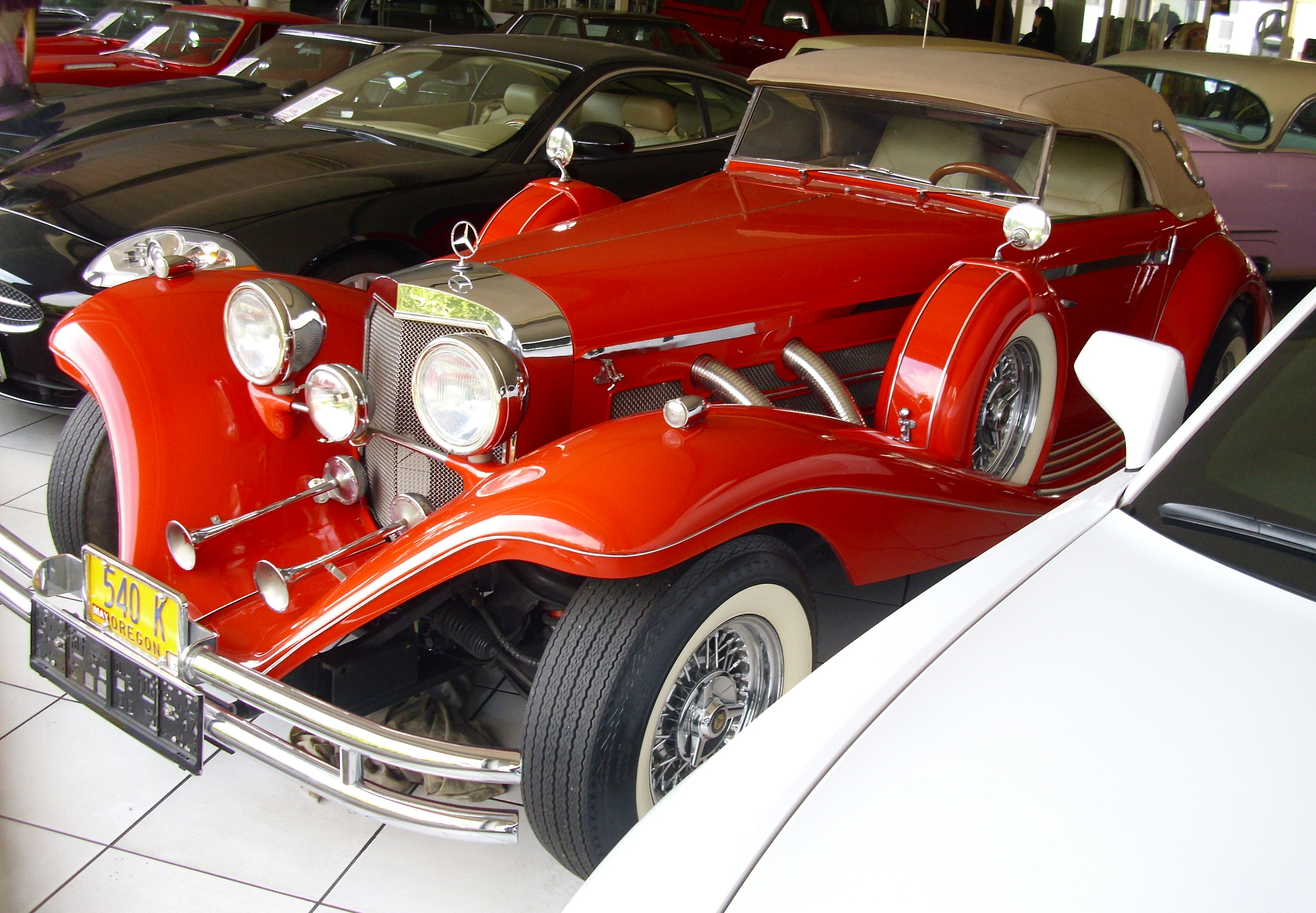
Astro Designs 540 K von 1982

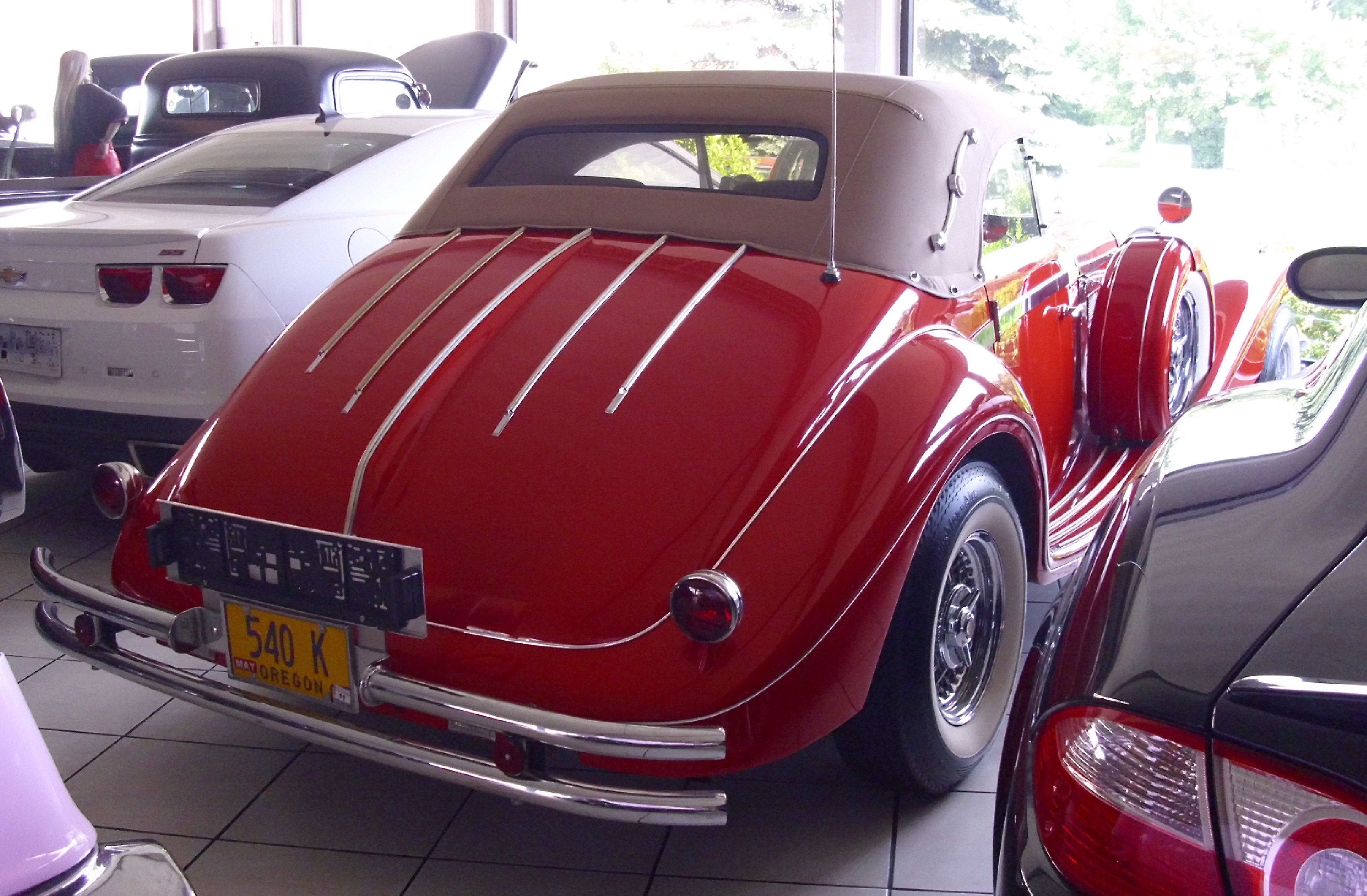
Heckansicht

Astro Designs Coach Builders war ein US-amerikanischer Hersteller von Automobilen.

## Unternehmensgeschichte
Das Unternehmen hatte seinen Sitz in Canoga Park in Kalifornien. Es stellte Automobile und Kit Cars her. Der Markenname lautete Astro Designs. Etwa 1990 endete die Produktion.

## Fahrzeuge
Zunächst entstanden Fahrzeuge nach Bausätzen von California Component Cars, Thoroughbred Coach Builders und Roaring Twenties Motor Car Company. Dazu gehörten der Sterling, der dem britischen Nova entsprach, sowie eine Nachbildung des Mercedes-Benz 540 K. Ein Händler aus Österreich bot 2013 so eine Nachbildung an.
Ray Garrish entwarf das erste eigene Modell Garrish Countach. Die Karosserie ähnelte dem Lamborghini Countach, basierte aber auf dem Sterling von California Component Cars. Auf einen Stahlrohrrahmen wurde eine Karosserie aus Kunststoff montiert. Ein V8-Motor vom Cadillac Eldorado trieb die Fahrzeuge an.